# Alleycat

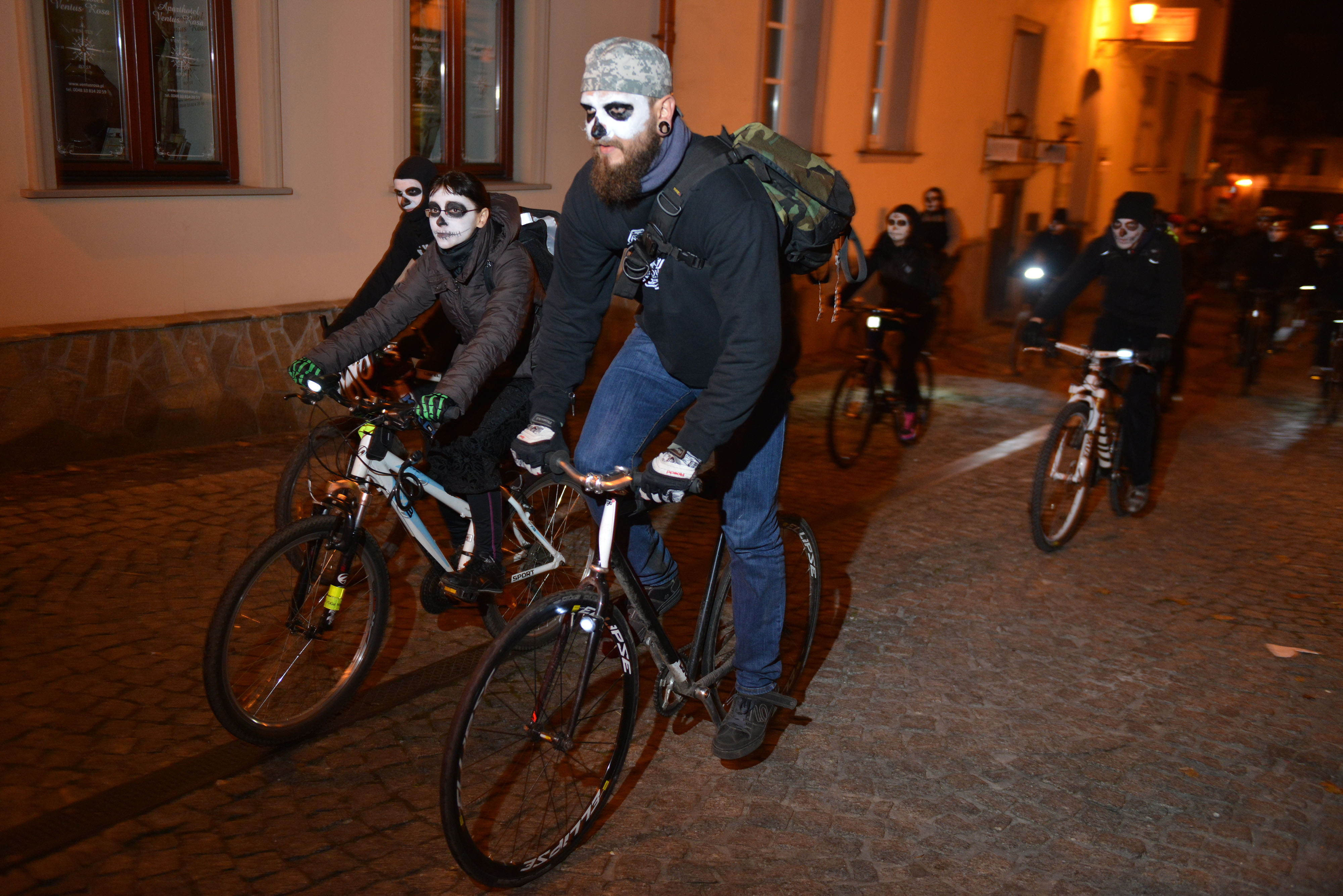
Carrera Alleycat, Polonia, 2014

Alleycat es el nombre que recibe una carrera informal de bicicleta. En la mayoría de los casos se desarrollan en las ciudades en su área urbana. La informalidad de estas organizaciones se junta con el énfasis en la participación por sobre la competición. Muchas de las carreras de Alleycat otorgan premios al último en llegar, comúnmente conocido como Dead Fucking Last. 
La primera carrera a la que se llamó Alleycat fue en Toronto, el 30 de octubre de 1989, y continuó de la misma forma entre Halloween y el Día de los Enamorados durante los cinco años siguientes. Organizaciones regulares de Alleycat se fundaron en ciudades de Estados Unidos, Europa y Asia. El Alleycat se ha extendido por el mundo y es practicado actualmente en ciudades como Berlín, Chicago, Nueva York, Santiago de Chile, Buenos Aires, Lima y Montevideo.
Las modalidades incluyen:
- Checkpoints, el primer checkpoint es dado al principio de la carrera y son revelados los siguientes en cada checkpoint. Se asemeja al trabajo normal de un mensajero en bicicleta que recibe entregas en el curso del día. La ruta para llegar a los checkpoints es elegida por el ciclista en el camino, demostrando el conocimiento del lugar.

- Task Checkpoints, en estas carreras cuando se llega a un checkpoint el corredor debe ejecutar una tarea o truco antes de que le sea dado el siguiente checkpoint. Esto permite que los organizadores sean tan creativos como deseen. Los task checkpoints pueden incluir actividades físicas como subir escaleras, tomar un trago de alcohol o salsa picante, trucos que demuestran su habilidad o pueden ser preguntas que pongan a pruebas sus conocimientos de mensajero o sus conocimientos en general. Es posible que no haya tareas en algunos de los checkpoints de una carrera y algunas veces se puede saltar la tarea, perdiendo algunos puntos, si el jugador considera que el tiempo empleado en la tarea no se corresponde con los puntos que ganaría.

- Checkpoints Up Front, una modalidad común es que los organizadores den los checkpoints entre 5 y 30 minutos antes del inicio de la carrera para permitir que el corredor elija la mejor ruta.

- Point Collection, algunas carreras usan la modalidad de búsqueda del tesoro, en donde cada parada otorga un conjunto de puntos determinado. Esta modalidad se combina con la de checkpoints up front, permitiendo al corredor no parar en algunos puntos consiguiendo un menor tiempo para terminar el recorrido por sobre los puntos que conseguiría al detenerse.

|                           |
| Foto mapa de la Alleycat. |

|                               |
| Foto del manifiesto número 1. |

|                               |
| Foto del manifiesto número 2. |

|                               |
| Foto del manifiesto número 3. |

|                               |
| Foto del manifiesto número 4. |

- Datos: Q1759171
- Multimedia: Alleycat races / Q1759171